# Infinite synthesis 5
《infinite synthesis 5》是fripSide（第二期）的第六张专辑，也是主唱南条爱乃加入十周年的纪念专辑。于2019年10月30日由日本NBC環球娛樂发售。

## 概要
fripSide（第二期）的第六张专辑。适逢南条加入fripSide十周年，sat尝试把这十年浓缩在一起，以怀旧为理念进行了这张专辑的创作。专辑中不仅有听起来令人怀念的歌曲，也有现在的fripSide感觉的歌曲，整体上sat在怀旧方面投入了更多的心思，希望可以回归原点，让粉丝们既感到怀旧又不失新鲜感，体会到各种不同的感情。
在2019年11月11日，该专辑在Oricon公信榜周榜排名第10名。

## 收录曲目
1. when chance strikes[4:23]
作詞・作曲：八木沼悟志
編曲：八木沼悟志、齋藤真也

1. Love with You[5:03]
作詞・作曲・編曲：八木沼悟志

1. 第15张单曲。TV动画《寄宿学校的朱丽叶》OP
2. perpetual wishes[5:20]
作詞：八木沼悟志
作曲・編曲：八木沼悟志、齋藤真也

1. 中国手机游戏《仙境传说RO：守护永恒的爱》新篇章EP3.5《樱之花嫁》主题曲
2. rain of blossoms[5:59]
作詞・作曲：八木沼悟志
編曲：齋藤真也

1. lighting of my heart[5:27]
作詞・作曲・編曲：八木沼悟志

1. 中国手机游戏《封印者M》主题曲
2. as before[5:18]
作詞・作曲：八木沼悟志
編曲：八木沼悟志、川﨑海

1. light at the end[4:29]
作詞：南條愛乃
作曲：八木沼悟志
編曲：齋藤真也

1. frosty breeze[5:28]
作詞・作曲・編曲：八木沼悟志

1. change your core self[5:30]
作詞：南條愛乃
作曲・編曲：八木沼悟志、川﨑海

1. brand new world[5:07]
作詞：八木沼悟志
作曲・編曲：齋藤真也

1. endless entropy[4:58]
作詞：八木沼悟志
作曲：八木沼悟志、川﨑海
編曲：川﨑海

1. glorious wind[5:45]
作詞・作曲・編曲：八木沼悟志

1. believe in your future[4:32]
作詞：南條愛乃
作曲・編曲：八木沼悟志